# Lillan (biograf)
Lillan, biograf på Kyrkogatan 19 i Göteborg, som öppnade 17 augusti 1935 och stängde 15 maj 1960. Före detta Lilla Teatern.